# Uujärvi (Pajala socken, Norrbotten)
Uujärvi är en sjö i Pajala kommun i Norrbotten och ingår i Torneälvens huvudavrinningsområde.